# Rendbjerg
Rendbjerg (deutsch: Rennberg) ist eine an der Flensburger Förde gelegene Siedlung (dänisch: bebyggelse) und ein Ferienhausgebiet (dänisch: sommerhusområde). Der Ort gehört zu Egernsund und ist seit der Verwaltungsreform am 1. Januar 2007 Teil der Großkommune Sønderborg in der Region Syddanmark, davor gehörte er zur Broager Kommune.

## Beschreibung und Lage

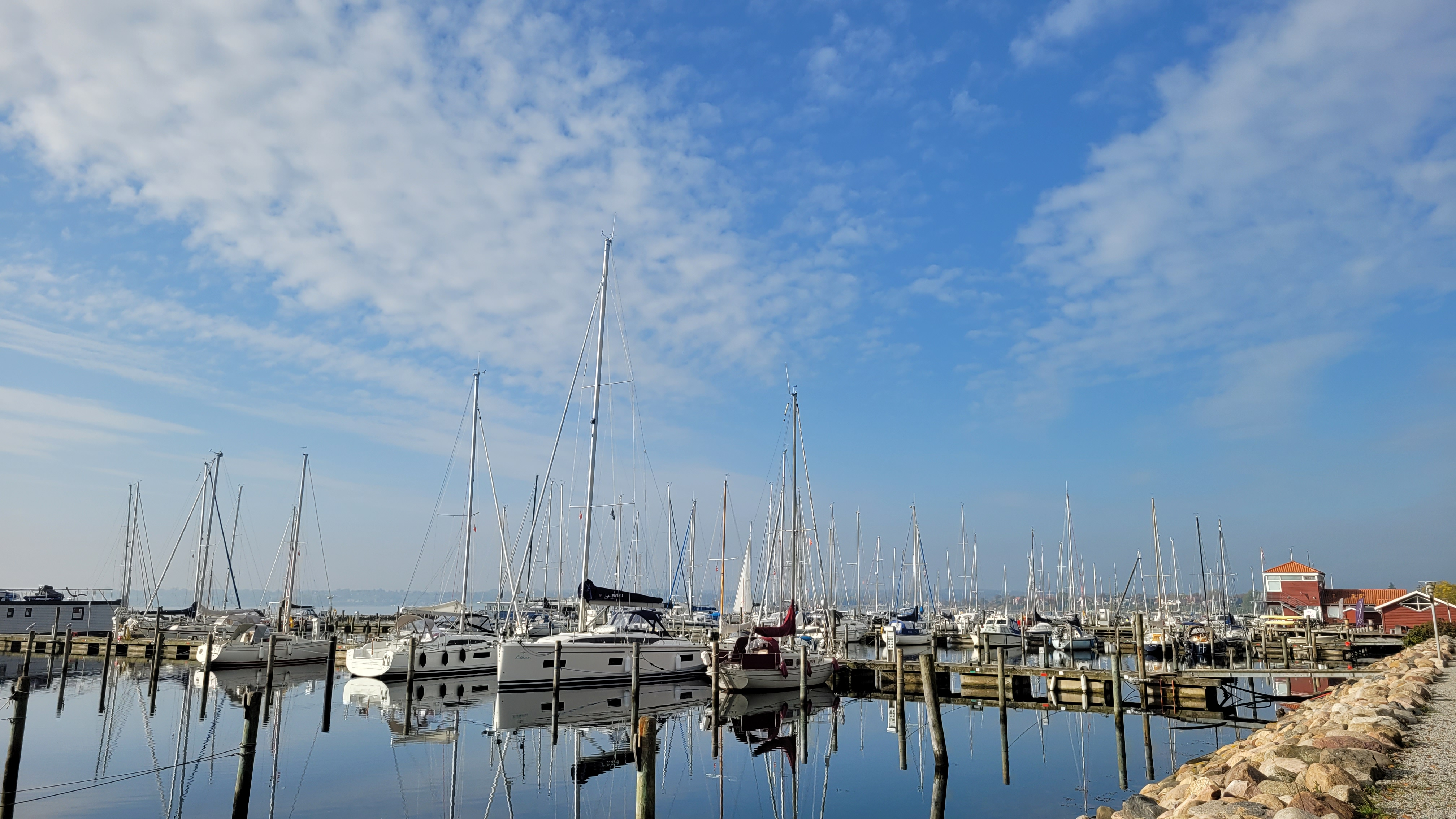
Marina Minde, der Yachthafen von Rendbjerg

Rendbjerg besteht vor allem aus Sommerhäusern. Das Gebiet der Grundbesitzervereinigung Rendbjerg umfasst 176 Sommerhäuser und teilt sich in zwei Abschnitte: Teglbakken im Westen und Bredmaj im Osten. Neben dem bebauten Gebiet gibt es ein Gemeinschaftsareal, das aus Wiesen, Hügeln, Wald und Strand besteht. Im Südwesten grenzt die Siedlung an Marina Minde, ein Yachthafen mit 460 Liegeplätzen und einem Verleih von Trolling-, Motor- und Charterbooten, dessen Name sich von dem dort ehemals gelegenen Ziegelwerk Minde Teglværk ableitet. Ein weiterer kleinerer Hafen im Süden bietet Platz für etwa 50 Jollen und kleine Boote.

Durch den Ort verläuft der Gendarmstien, ein ehemaliger Kontrollweg, an dem dänische Gendarme von 1920 bis 1958 an der deutsch-dänischen Grenze patrouillierten.

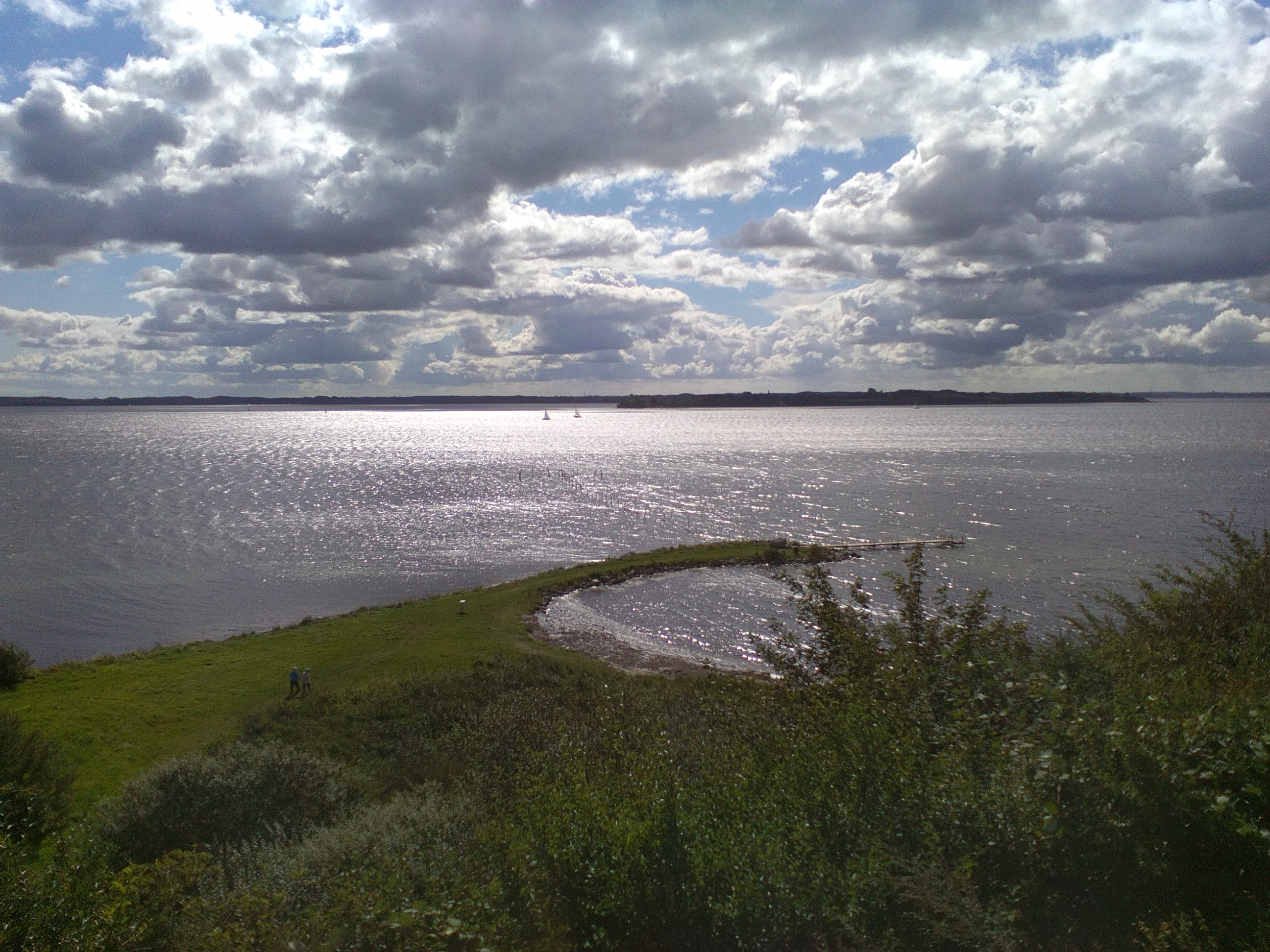
Rendbjerg Mole mit Badeplatz

## Ziegelwerke
Der Ort liegt in einem Gebiet, wo früher für die Ziegelwerke in Rendbjerg und dessen Ableger in Egeskov Lehmausgrabungen durchgeführt wurden, was die Landschaft um die Siedlung geprägt hat. Die Ziegelsteine wurden an einer Brücke verschifft, an der die Grundbesitzervereinigung heute ihre Badebrücke hat. Größere Mengen ungenutzter alter Ziegelsteine am Strand und ziegelsteingemauerte Villen zeugen heute noch von der industriellen Vergangenheit. Unweit des Ortes bei Iller wird in dem Ziegeleimuseum Cathrinesminde die Geschichte der Ziegelei und seiner Erzeugnisse dargestellt.
1783 begann das Rendbjerg Teglværk („Rennberger Ziegelwerk“) mit der Produktion von Ziegelsteinen. Die Firma entwickelte sich zu Nordeuropas größten Ziegelwerk. In seiner Blüte waren bis zu 100 Arbeiter angestellt. Allein 1851 wurden 2 Millionen Mauersteine in fünf Kammeröfen gebrannt. Auch andere Steine wie Klinker, Dachsteine, Fliesen, Grabsteine oder Gesimssteine wurden hier produziert und für Bauten von Hamburg bis Kopenhagen verkauft. Die Produkte wurden auf den Weltausstellungen in Paris 1855 und in London 1862 mit Preisen ausgezeichnet. Nach mehrfachem Wechsel der Besitzer wurde das Rendbjerg Teglværk 1928 abgerissen.

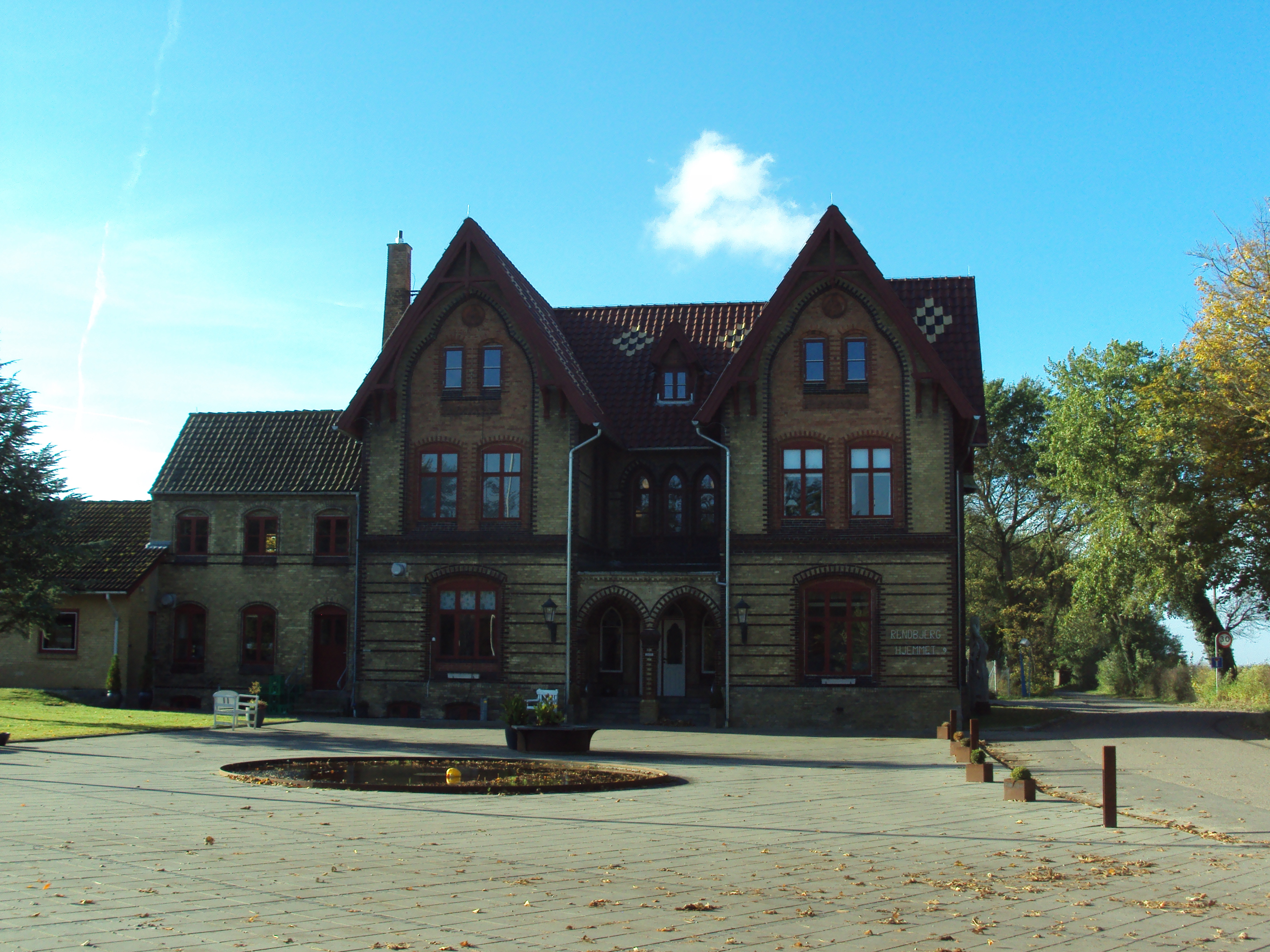
Rendbjerg Slot (Foto 2012)

## Rendbjerg Slot
Die von der lokalen Bevölkerung Rendbjerg Slot („Rennberger Schloss“) genannte große Villa wurde 1872 von dem Direktor und Miteigner des Rendbjerg teglværk, Hans Heinrich Dithmer jun., errichtet und sollte durch seinen aufwendigen Baustil dem Betrachter die vielfältigen Produkte des Ziegelwerkes veranschaulichen. Das Haus war von 1952 bis 1976 ein Heim mit Schule für verhaltensgestörte Jugendliche aus Esbjerg und beherbergt seit 1976 ein Erholungsheim für „entwicklungsgestörte“ Erwachsene und Kinder.